# Puliciphora anceps
Puliciphora anceps är en tvåvingeart som beskrevs av Schmitz 1915. Puliciphora anceps ingår i släktet Puliciphora och familjen puckelflugor. Inga underarter finns listade i Catalogue of Life.